# Alan Sinclair
Alan Sinclair, né le 16 octobre 1985, est un rameur britannique.

## Palmarès

### Championnats du monde
- 2014, à Amsterdam ( Pays-Bas)
  -  Médaille d'argent en Deux barré

### Championnats d'Europe
- 2015, à Poznań ( Pologne)
  -  Médaille d'or en Quatre de pointe